# Dhalavoipuram
Dhalavoipuram (o Dhalavaipuram) è una suddivisione dell'India, classificata come town panchayat, di 5.371 abitanti, situata nel distretto di Virudhunagar, nello stato federato del Tamil Nadu. In base al numero di abitanti la città rientra nella classe V (da 5.000 a 9.999 persone).

## Geografia fisica
La città è situata a 09° 23' 10 N e 77° 29' 56 E.

## Società

### Evoluzione demografica
Al censimento del 2001 la popolazione di Dhalavoipuram assommava a 5.371 persone, delle quali 2.667 maschi e 2.704 femmine. I bambini di età inferiore o uguale ai sei anni assommavano a 608, dei quali 325 maschi e 283 femmine. Infine, coloro che erano in grado di saper almeno leggere e scrivere erano 3.826, dei quali 2.072 maschi e 1.754 femmine.